# La Verrie
La Verrie là một xã ở tỉnh Vendée trong vùng Pays de la Loire. Xã này có diện tích 43,11 km2, dân số năm 2006 là 3591 người. Danh xưng dân địa phương là Verriais và Verriaises.

## Biến động dân số
| Năm | 1962  | 1968  | 1975  | 1982  | 1990  | 1999  | 2006  |
| --- | ----- | ----- | ----- | ----- | ----- | ----- | ----- |
| Dân số | 2 319 | 2 470 | 2 845 | 3 241 | 3 497 | 3 539 | 3 591 |
| From the year 1962 on: No double counting—residents of multiple communes (e.g. students and military personnel) are counted only once. |       |       |       |       |       |       |       |